# 스포츠 감독
감독(Head coach, manager)은 스포츠에서 선수에게 기술 등을 훈련, 지도하는 총책임자이다.
일반적으로 코치 중에서 가장 높은 코치가 한국에서는 감독이란 용어로 불리며 영어로는 헤드 코치(Head coach)로 표기한다. 그러나 감독을 매니저(Manager)라고 따로 표기하는 축구, 야구 같은 종목의 경우는 수석코치를 헤드 코치로 표기하는 경우도 있어서 영어 직책명으로 완벽하게 판단할 수 없을 수도 있다.

## 같이 보기
- 코치 (스포츠)
- 야구 감독
- 축구 감독